# Mouriri completens
Espèce
Synonymes
- Aulacocarpus completens Pittier[1]

Statut de conservation UICN

 EN B1+2c : En danger
Mouriri completens est une espèce de plantes à fleurs de la famille des Melastomataceae originaire d'Amérique (du Panamá à la Colombie, en passant par le Costa Rica).

## Publication originale
- Notizblatt des Botanischen Gartens und Museums zu Berlin-Dahlem 11(102): 151. 1931. (31 Mar 1931)